# Фрайштат, Давид Моисеевич
Давид Моисеевич Фрайштат, по метрике Давид-Илья Абрам-Мошкович (15 мая 1908, г. Чериков — 23 марта 1991, Израиль) — советский и израильский библиограф, коллекционер еврейских книг; специалист по химическим реактивам. Член Московского клуба любителей миниатюрных книг.
По оценке журнала «Невский библиофил» (2004,№ 9,С.241), Д. М. Фрайштат был «известной фигурой среди российских библиофилов, особенно среди коллекционеров миниатюрных изданий».